# Metode obrade tradicionalnih kineskih droga
Metode obrade tradicionalnih kineskih droga (uproščeni kineski: 炮制; tradicionalni kineski: 炮製; pinjin: páozhì), pao dži su različite tehnike i postupci koji se u Kini koriste u obradi sirovih droga i njihov primeni  u kineskoj  Materia Medicae (cjelokupnom znanju o pojedinim supstancama koje služe u farmakološke svrhe) .
Iako se neke droge. npr. suvi biljni ili životinjski delovi ili organi, ređe minerani proizvodi, koji sadrže farmakološki aktivna jedinjenja, koriste u neobrađenoj formi, većina njih prolazi kroz postupke jednostavne i/ili složenija metod obrade (koje su prilagođene potrebama kliničke prakse, ali i farmaceutskim potrebama), pre nego se primene u praksi tradicionalne kinske medicine.

## Značaj
Obrada biljnih i životinjskih droga jedinstvena je i jako zastupljena karakteristika tradicionalne kineske medicine već vekovima. Kineska obrada lekovitih droga danas je akademski predmet koji proučava teoriju, tehniku, tehničke standarde, promene kroz istoriju i perspektivu ovih farmaceutskih tehnika. Danas se u Kineskoj farmakopeji, službenom i autoritativnom kompendiju lekova, nalaze podaci o postupcima obrade za 446 lekovitih droga.

## Jednostavne metode obrade
Jednostavne metode obrade droga u tradicionalnoj kinsekoj medicini zasnivaju se na najosnovnijim farmakološkim tehnikama kao što su: čišćenje, usitnjavanja, rezanje i deoleinizacija.
| Metoda         | Postupci | Cilj |
| -------------- | --- | --- |
| Čišćenje       | Odabir, sakupljanje, raspodele, struganje, guljenje, četkanje, pranja u vodi i sl. | Uklanjanje prašine, zemlje, peska, stranih materija i nelekovitih biljnih delova. |
| Usitnjavanje   | Mlevenje, drobljenje, trituracija i sl. Droge mogu biti usitnjene do konzistencije praška. Postoje tri stepena usitnjenosti sprašenih droga: grub (0.75 mm), fini (0.33 mm) i veoma fini prašak (0.15 mm). | Zadovoljiti potrebe farmaceutske proizvodnje granula, tableta i kapsula. Povećati površinu supstance kako bi se povećala ekstrakcija i iskoristivost aktivnih materija.                                                      |
| Rezanje        | Rezanjem se biljke oblikuju u kriške ili komade, različite veličine i odgovarajuće debljine u skladu sa njihovim značajem i kliničkom primenom. | Olakšati ekstrakciju aktivnih materija tokom dekokcije, ubrzati sušenje a time i skladištenje lekova i omogućiti jednostavnije odmeravanje.                                                                                  |
| Deoleinizacija | Omogućava uklanjanje masnih materija iz određenih plodova i semenki. Najčešće izvodi tako da se žitarice prvo osuše na suncu, zatim im se ukloni ljuska, semenke se prevedu u pastu, pasta se stavlja u fine vrećice između dva upijajuća papira. Postupak se izvodi na suncu ili se vrši mehaničko pritiskanje kako bi papir upio maksimalnu količinu ulja. Postupak se ponavlja onolikoo puta dok više nema tragova ulja na papiru. | Smanjenje toksičnosti, na primer kod droga Crotonis ziglii semen i Euphorbiae lathyridis fructus ili ublažavanje snažnog delovanja kod droga Crotonis ziglii semen, Euphorbiae lathyridis fructus i Biotae orientalis semen. |

## Metode obrade pomoću vode
Ove metode (kineski: Shui Zhi) u TKM koriste vodu ili neku drugu tečnost da bi se: 
- uklonila strana supstanca i nečistoća,
- uklonio neprijatan mirisa i ukus,
- biljka omekšala kako bi se olakšalo njeno rezanje,
- smanjenjila toksičnost  i neželjeno dejstvo,
- ukalonili određeni minerali.

Od metode obrade pomoću vode najčešće se koriste: ispiranje i pranje, vlaženje, natapanje i vodena trituracija.

## Metode obrade pomoću vatre
Ove metod (kineski: Huo Zhi) u TKM  zasniva se na obradi droga primenom toplote. Biljni materijali koji se obrađuju ovim metodama neposredno ili indirektno izlažu se vatri kako bi postali žuti, smeđi, ugljenasti ili se žare u cilju izazivanja određenih promena svojstava takvih droga.

## Metode obrade kombinovanjem vatre i vode
Parenje (kineski: Zheg Fa)
Biljni materijal se stavlja u posudu i kuva u pari ili pod pritiskom. Ovakvim  načinom obrade:
- menja se priroda ili dejstvo biljnih droga
- smanjuje snažno delovanje ili neželjeno dejstvo droga, npr. Rhei radix et rhizoma i Polygonati rhizoma
- olakšava čuvanje, rezanje i skladištenje droga.

Kuvanje (kineski: Zhu Fa)
Biljne droge se kuvaju  u vodi ili u biljnom dekoktu, kako bi se pojačalo njihovo dejstvo.
Potapanje ključaloj vod (kineski: Dan Fa)
Biljne droge stave se u ključalu vodu i na trenutak dolazi do prekida ključanja, a nakon
ponovnog započinjanja ključanja biljke se uklanjaju iz vode.
Ovaj postupak omogućava uklanjanje nelekovitih delova droga.
Uranjanje - kalciniranje (kineski: Cui Fa)
Biljni materijal se zagreva dok ne pocrveni i zatim se dok je još vruć uranaj u tečnost (čista
voda ili sirće). Postupak se ponavlja nekoliko puta.
Na ovaj način obrađuju se minerali, školjke, ljušture i ljuske. Ovakvom obradom materijal postaje lomljiv i lakše se melje u prašak, i bolje se koristi njegova aktivna komponenta.  
Destilacija (kineski: Zheng Lu)
Određene aromatične biljke sporo se destilišu vodenom parom kako bi se sakupila njihova
eterična ulja (npr Caryophylli flos, Menthae herba, Lonicerae japonicae flos, Agastachi seu
pogostemi herba).

## Fermentacija i klijanje
Fermentacija (kineski: Fa Jiao Fa)
Nakon što se biljni materijal izlaže na manje komade, izlaže se određenoj vlažnosti (30 – 37%) sve dok ne fermentira.
Ovim se postupkom mogu promijeniti svojstva droga kako bi ona stekla nova svojstva delovanja i
indikacije (npr. Pinelliae ternatae rhizoma, Praeparatum sojae semen, Massa medica fermentata).
Klijanje (kineski: Fa Ya Fa)
Žitarice ili semenke pojedinih biljaka izlažu se određenoj vlažnosti (zalivaju se 2 – 3 puta
dnevno) i određenoj temperaturi (18 – 25 °C) dok sasvin ne prokliju.
Ovim se postupkom mogu promeniti svojstva droga i njihovo delovanja i indikacije (npr. Germinatus oryzae fructus, Germinatus hordei vulgaris fructus, Germinatum glycinis semen)

## Spoljašnje veze
|  | Molimo Vas, obratite pažnju na važno upozorenje u vezi sa temama iz oblasti medicine (zdravlja). |